# Thecotheus lundqvistii
Thecotheus lundqvistii är en svampart som tillhör divisionen sporsäcksvampar, och som beskrevs av Aas. Thecotheus lundqvistii ingår i släktet Thecotheus, och familjen Ascobolaceae. Arten är reproducerande i Sverige.